# Meãs do Campo
Meãs do Campo é uma freguesia portuguesa do município de Montemor-o-Velho, com 9,74 km² de área e 1703 habitantes (censo de 2021). A sua densidade populacional é 174,8 hab./km².
Até ao liberalismo, constituía o reguengo de Meãs, na comarca de Coimbra. Foi integrado no concelho de Tentúgal, em 1832.
A freguesia de Meãs do Campo situa-se a cerca de 8 km da sede municipal, tendo limites com as freguesias de Arazede, a norte; Tentúgal, a nascente, e Carapinheira, a Sul e a Poente. Em Meãs, segundo António dos Santos Conceição, "há um pedaço de paraíso, perdido num recanto da Natureza, onde tranquilamente repousa e onde, longe do ruído do Mundo, 1600 homens e mulheres, continuam apegados a terra, numa labuta de oitocentos anos e que jamais terminará…" Meãs do Campo é a freguesia de Portugal com maior número de tratores por habitante.[carece de fontes?]
A sede da freguesia está em Coutada.

## História
A origem desta povoação remonta a fundação da nacionalidade Portuguesa, tomando o nome de "Póvoa", como se observa num treslado de 17 de Janeiro de 1898, concedido por El-Rei D. Pedro aos "moradores do lugar de Meãs, que, antigamente, se chamava Póvoa…", e descrito no Tombo da Casa de Aveiro - Reguengo de Meãs.
Para se distinguir de outras povoações com o mesmo topónimo, tomou o nome de Meãs do Campo, graças à extensa área de campo inserida no seu "território administrativo".
Esta povoação foi terra importante, pois o Cadastro de 1527 dá-lhe 52 "vizinhos", que correspondem a cerca de 180 habitantes. No Século XVIII, o reguengo de Meãs tinha jurisdição de crime, com juiz ordinário e Jurisdição cível.
Em 1832, era sede de concelho, que se extinguiu, em 1840, indo engrossar o concelho de Tentúgal, até 1853, altura em que, com a extinção deste, passa para a jurisdição concelhia de Montemor-o-Velho.

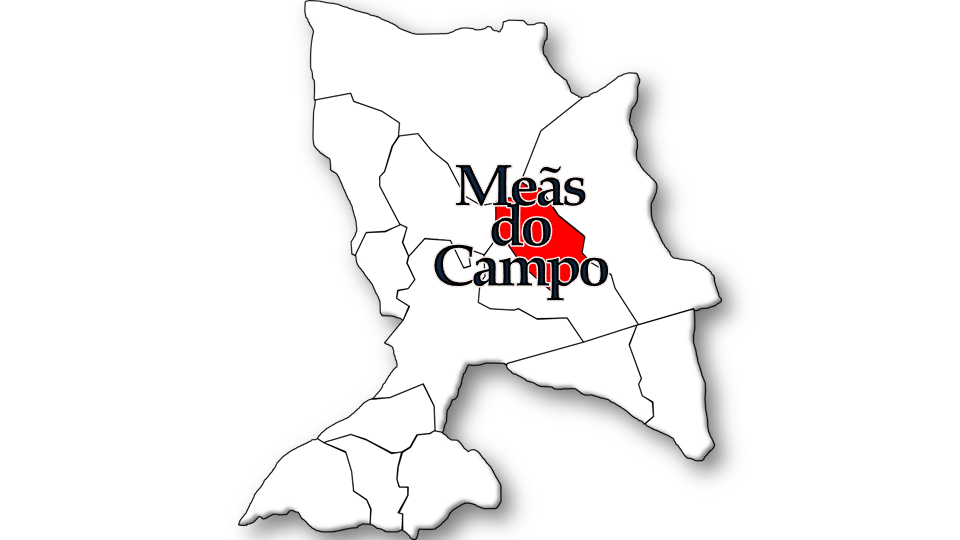
Localização da freguesia no município de Montemor-o-Velho

## Demografia
A população registada nos censos foi:
| Distribuição da População por Grupos Etários | Distribuição da População por Grupos Etários | Distribuição da População por Grupos Etários | Distribuição da População por Grupos Etários | Distribuição da População por Grupos Etários |
| -------------------------------------------- | -------------------------------------------- | -------------------------------------------- | -------------------------------------------- | -------------------------------------------- |
| Ano                                          | 0-14 Anos                                    | 15-24 Anos                                   | 25-64 Anos                                   | > 65 Anos                                    |
| 2001                                         | 252                                          | 233                                          | 876                                          | 355                                          |
| 2011                                         | 272                                          | 195                                          | 1000                                         | 386                                          |
| 2021                                         | 216                                          | 157                                          | 909                                          | 421                                          |

## Património
- Igreja de São Sebastião (matriz)
- Capela de Santo António